# 구포자충속
구포자충속(Eimeria)은 정단복합체충문에 속하는 기생하는 원생생물 속의 하나이다. 콕시디아증 등 가금류에게 발생하는 다양한 기생충병의 원인균을 포함하고 있다. 속명은 독일인 동물학자 아이머(Theodor Eimer)의 이름을 따라 지었다. Eimeria steidai의 난포낭은 안톤 판 레이우엔훅이 토끼의 담즙에서 1974년에 처음 관찰했다.

## 하위 종
구포자충속은 구포자충과로 분류하며, 이 속은 구포자충과에 속하는 종의 약 75%를 차지한다.